# توني بييت
توني بييت (بالإنجليزية: Tony Piet)‏ هو لاعب كرة قاعدة أمريكي، ولد في 7 ديسمبر 1906 في بيرويك في الولايات المتحدة، وتوفي في 1 ديسمبر 1981 في هينديل في الولايات المتحدة.

## وصلات خارجية
- توني بييت على موقع دوري كرة القاعدة الرئيسي (الإنجليزية)
- توني بييت على موقعبيزبول رفرنس.كوم (الدوري الرئيسي) (الإنجليزية)
- توني بييت على موقع جمعية أبحاث البيسبول الأمريكية (الإنجليزية)
- توني بييت على موقع إي إس بي إن.كوم (أم.أل.بي) (الإنجليزية)
- توني بييت على موقع مشجعي الرسوم البيانية (الإنجليزية)